# Коуфалова, Станислава
Коуфалова Станислава (чеш. Stanislava Coufalová) — известная чехословацкая актриса. Снималась в нескольких детских фильмах на рубеже 1970-1980-х гг. XX века.

## Биография
Родилась 27 сентября 1963 года в Праге (Чехословакия). Пик её актёрской карьеры пришёлся на конец 1970-х - начало 1980-х гг. В 1976 году актриса снялась в фильме Jakub. Годом позже - в семейной комедии Jak se točí Rozmarýny, а также в роли Хеленки в фильме Да здравствуют духи!.
В 1980 году снялась в своей единственной главной роли - в фильме Соната для рыжей девчонки, в котором она сыграла роль Петры, юной пианистки, футбольного вратаря и командира отряда "сурков", влюбившейся в нового одноклассника. К очень трудной роли актриса подготовилась тщательно и играла её без дублёров (в том числе и эпизоды, в которых героиня исполняет на фортепиано довольно сложные музыкальные отрывки).
После съёмок Станислава готовилась к поступлению в консерваторию, однако её мать, состоящая в религиозной организации Свидетелей Иеговы, отказалась подписать необходимое письменное разрешение на это.
В последний раз перед зрителями актриса появилась в 1983 году - в фильме Послеполуденный отдых фавна в роли одной из пассий любвеобильного главного героя
В 1997 году чешское телевидение сняло об актрисе документальный фильм. Выяснилось, что его героиня, которая была не только прекрасной актрисой в кино, но и в жизни была рассудительной и ответственной девушкой, перед которой, казалось бы, были открыты все двери в мир славы, за 14 лет, прошедших со времени последних съёмок, попала в зависимость от наркотиков и очень опустилась.

## Фильмография
- 1970 Господин Тау / Pan Tau
- 1976 Якуб / Jakub
- 1977 Jak se točí Rozmarýny
- 1977 Да здравствуют духи! / Ať žijí duchové!
- 1977 Переполох в облаках! / Poplach v oblacích
- 1979 Юлек / Julek
- 1979 Бронтозавр / Brontosaurus
- 1980 Побеги из дома / Útěky domů
- 1980 Соната для рыжей девчонки / Sonáta pro zrzku
- 1982 Зелёная улица / Zelená vlna
- 1982 Фанди, о Фанди / Fandy, ó Fandy
- 1983 Послеполуденный отдых фавна / Faunovo velmi pozdní odpoledne